# Lonicera helvetica
Lonicera helvetica är en kaprifolväxtart som beskrevs av Bruegg. Lonicera helvetica ingår i släktet tryar, och familjen kaprifolväxter. Inga underarter finns listade i Catalogue of Life.